# 安莉芳控股

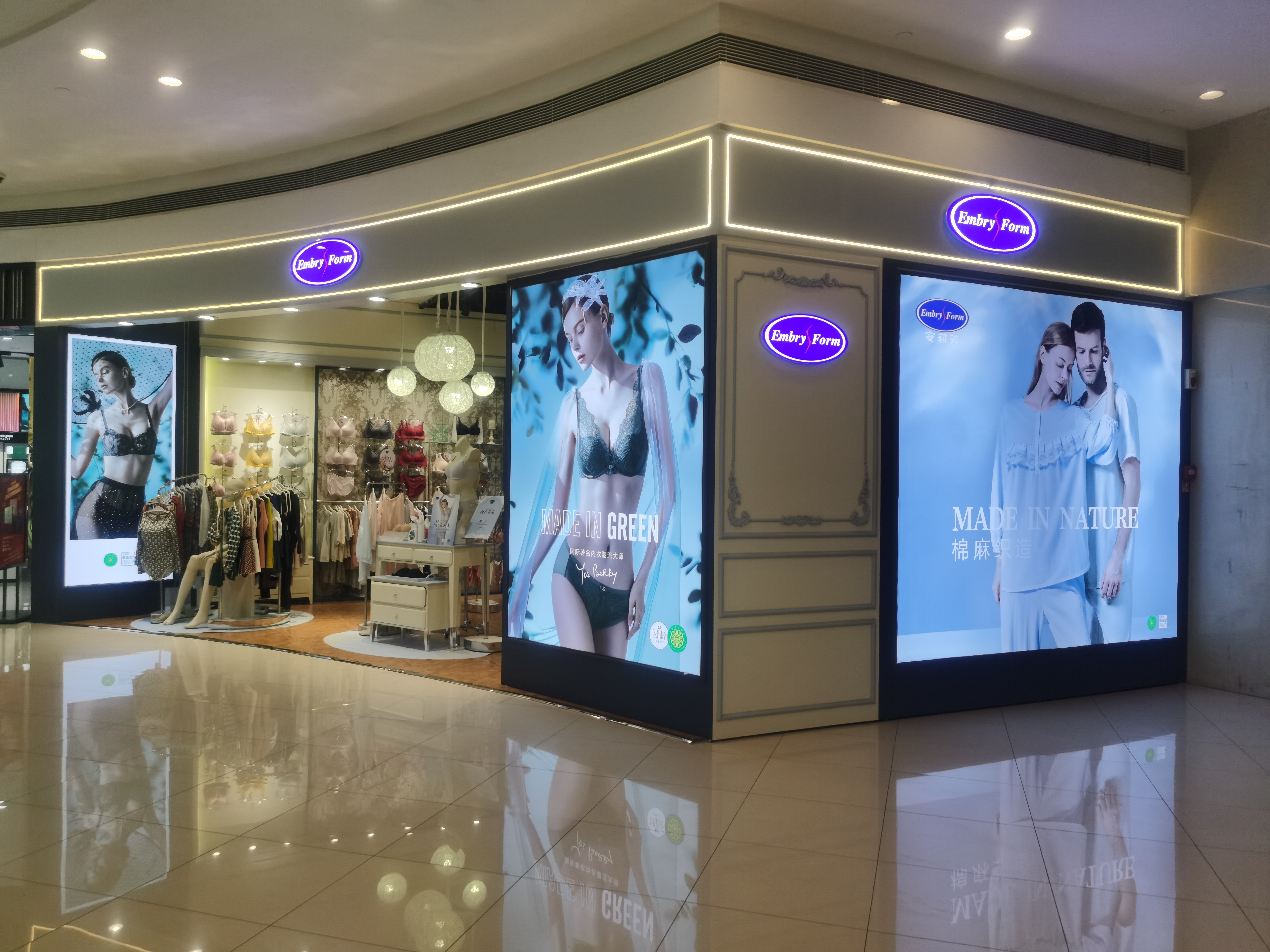
江苏省苏州市的一家专卖店

安莉芳控股有限公司，簡稱安莉芳控股（英語：Embry Holdings Limited，港交所：1388），在1975年由鄭敏泰先生（前主席）創立，名為「Embry Manufacturing Company」。而現時代言人為Jocelyn Luko。
總部位於香港新界葵涌大連排道200號偉倫中心2期7樓，而主要業務在香港和中國內地經營生產及銷售胸圍、內褲、緊身衣、泳衣、韻律服、睡衣、孕婦和哺乳內衣。而主要品牌為「安莉芳」、「芬狄詩」、「COMFIT」、「LC」及「E-Bra」。
股份在2006年12月18日於香港交易所主板上市，根據安莉芳控股有限公司招股書提出資料，招股價為3.62港元，發行股份為100,000,000股，而集資額為362,000,000港元。

## 連結
- EmbryForm.com （页面存档备份，存于）